# Saint-Ferme
Saint-Ferme è un comune francese di 376 abitanti situato nel dipartimento della Gironda nella regione della Nuova Aquitania.

## Società

### Evoluzione demografica
Abitanti censiti